# Hồ Thanh Minh
Hồ Thanh Minh (sinh ngày 7 tháng 2 năm 2000) là cầu thủ bóng đá chuyên nghiệp người Việt Nam, hiện đang thi đấu ở vị trí tiền đạo cho Trường Tươi Bình Phước tại V.League 2 theo dạng cho mượn từ câu lạc bộ Hà Nội.

## Tiểu sử
Hồ Thanh Minh sinh ra trong một gia đình thuần nông người Tà Ôi ở huyện A Lưới, tỉnh Thừa Thiên Huế. Từng đại diện trường trung học thi đấu điền kinh tại Hội khỏe Phù Đổng cấp tỉnh và là thành viên đội bóng chuyền của huyện, anh chuyển sang thi tuyển vào CLB Huế năm 17 tuổi và bắt đầu sự nghiệp bóng đá chuyên nghiệp từ đó.
Năm 2019, anh được đôn lên đội một Huế dưới thời HLV Nguyễn Đức Dũng và trở thành trụ cột sau khi đồng đội Trần Danh Trung rời đội. Mùa giải 2021, anh gây chú ý khi ghi bàn giúp U-23 Việt Nam thắng Myanmar ở vòng loại U-23 châu Á.
Tháng 8 năm 2020, Hồ Thanh Minh được HLV Park Hang-seo triệu tập vào đội tuyển U-22 Việt Nam.

## Danh hiệu
U-23 Việt Nam
- Đại hội Thể thao Đông Nam Á: 2021 – Huy chương vàng

## Thống kê sự nghiệp
| Câu lạc bộ / Đội tuyển | Giải đấu                                              | Bàn | Trận |
| ---------------------- | ----------------------------------------------------- | --- | ---- |
| Huế                    | V.League 2                                            | 25  | 79   |
| U-23 Việt Nam          | Vòng loại Cúp bóng đá U-23 châu Á 2022 + SEA Games 31 | 2   | 8    |
| Tổng cộng              | –                                                     | 27  | 87   |

### Bàn thắng quốc tế

#### U-23 Việt Nam
| #  | Ngày                | Địa điểm                                          | Đối thủ    | Tỷ số | Kết quả | Giải đấu                               |
| -- | ------------------- | ------------------------------------------------- | ---------- | ----- | ------- | -------------------------------------- |
| 1. | 2 tháng 11 năm 2021 | Sân vận động Dolen Omurzakov, Bishkek, Kyrgyzstan | Myanmar    | 1–0   | 1–0     | Vòng loại Cúp bóng đá U-23 châu Á 2022 |
| 2. | 15 tháng 5 năm 2022 | Sân vận động Việt Trì, Phú Thọ, Việt Nam          | Đông Timor | 2–0   | 2–0     | SEA Games 31                           |